# Bukarest-Bibelen
Bukarest-Bibelen (rumænsk: Biblia de la București), også kendt som Cantacuzino-bibelen, var den første komplette oversættelse af Bibelen til det rumænske sprog, udgivet i Bukarest i 1688. Den blev bestilt og patroniseret af Șerban Cantacuzino, daværende hersker af Valakiet, og overvåget af Constantin Brâncoveanu, der fungerede som logothete, en administrativ titel i det Byzantinske Rige.

## Yderligere læsning
- Constantin C. Giurescu, Istoria Bucureștilor. Din cele mai vechi timpuri pînă în zilele noastre, Editura pentru Literatură, Bukarest, 1966